# Laurent Battut
Pour les articles homonymes, voir Battut.
Laurent Battut, né le 29 janvier 1963, est un pilote de rallye français.

## Biographie
En WRC, il a participé 5 fois au rallye des 1000 lacs, obtenant une 17e place (1er du Groupe B) en 1988, avec Patrick Therry sur Citroën Visa 1000 Pistes (29e l'année précédente).

## Victoires en rallyes Terre
- Rallye Terre des Causses: 2004, copilote Philippe Guellerin sur Mitsubishi Lancer Evo VIII;
- Rallye Castine (ex. du Quercy): 1988, sur Citroën Visa 1000 Pistes;
- Rallye Terre de Vaucluse: 1987 (copilote Niforos) et 1988 (copilote Bosch), sur Citroën Visa 1000 Pistes.